# Look Hear?
Albums de 10cc
Bloody Tourists
(1978) Ten Out of 10
(1981)
Look Hear? est le septième album studio du groupe de rock anglais 10cc, sorti début 1980, et le troisième paru après le départ de Kevin Godley et Lol Crème.

## Titres

### Face 1
| No | Titre                                           | Durée |
| -- | ----------------------------------------------- | ----- |
| 1. | One Two Five (Gouldman, Stewart)                | 4:31  |
| 2. | Welcome to the World (Fenn, Mackay)             | 3:43  |
| 3. | How'm I Ever Gonna Say Goodbye (Fenn, Gouldman) | 3:38  |
| 4. | Don't Send We Back (Fenn)                       | 3:20  |
| 5. | I Took You Home (Stewart)                       | 5:18  |

### Face 2
| No | Titre                                        | Durée |
| -- | -------------------------------------------- | ----- |
| 1. | It Doesn't Matter at All (Gouldman, Stewart) | 4:01  |
| 2. | Dressed to Kill (Gouldman, Stewart)          | 3:26  |
| 3. | Lovers Anonymous (Gouldman, Stewart)         | 5:06  |
| 4. | I Hate to Eat Alone (Gouldman)               | 2:57  |
| 5. | Strange Lover (Gouldman, Stewart)            | 3:44  |
| 6. | L.A. Inflatable (Gouldman, Stewart)          | 4:32  |

## Musiciens
- Eric Stewart : guitares, piano électrique, percussions, chant
- Graham Gouldman : basse, guitares, percussions, chant
- Rick Fenn : guitare, chant
- Paul Burgess : batterie, percussions
- Duncan Mackay : claviers
- Stuart Tosh : percussions, chœurs